# Dar Ould Zidouh
Dar Ould Zidouh  (in arabo دار ولد زيدوح‎?) è un centro abitato e comune rurale del Marocco situato nella provincia di Fquih Ben Salah, regione di Béni Mellal-Khénifra. Conta una popolazione di 31 170 abitanti (censimento 2014).